# Красноярск (телерадиокомпания)
Государственная телевизионная и радиовещательная компания «Красноярск» — филиал ФГУП «Всероссийская государственная телевизионная и радиовещательная компания» в Красноярском крае.

## История
Создана в 1935 году как Комитет радиоинформации и радиовещания при Красноярском краевом исполнительном комитете советов рабочих, крестьянских и красноармейских депутатов (Красноярский радиокомитет).
10 июня 1956 года в подвальном помещении завода телевизоров был организован любительский телецентр. Вещание шло на 4-м телевизионном канале. Три раза в неделю с 19 до 21 часа в прямом эфире выдавались новости, концерты местных музыкантов, художественные фильмы.
2 ноября 1957 года запущен в эксплуатацию Красноярский государственный телецентр. Костяк технической группы составляли инженеры из Ленинграда. Также в том же году был запущен аппаратно-студийный комплекс, что позволило на месте делать павильонные съёмки концертов, спектаклей. Вещание строилось на местном материале — концерты, спектакли, кинофильмы. Программы Центрального телевидения («Голубой огонёк» и т.д.) рассылались по регионам заранее на киноплёнке.
В 1958 году в Красноярский государственный телецентр прибыла первая ПТС — передвижная телевизионная станция на три телекамеры, смонтированная на автомобиле ЛАЗ. Оборудование на ней было ламповое и чрезвычайно громоздкое.
Весной 1958 года в прямом эфире был показан первый телеспектакль «Убить Человека». Он был оставлен Лилианой Георгиевной Микаэлян в малом павильоне телецентра. Вскоре был оборудован и запущен большой павильон.
В 1964 году Радиокомитет, располагавшийся до этого в здании костёла (Органный зал), переехал в новое здание на Мечникова, 44-а.
В первых числах ноября 1967 года в эфире появились передачи программы «Орбита». До этого они иногда шли через военно-космическую систему «Полюс» из Енисейска.
В 1969 году произошло эпохальное событие — запущена наземная станция «Орбита». Московские программы пошли по регионам. С утра шли повторы центральных передач, вечером — региональное вещание.
В ноябре 1969 года вышел фильм «Шаги», посвящённый газопроводу Мессояха-Норильск. Это был первый документальный фильм Красноярской телестудии, вышедший на весь Советский Союз. С тех пор на всесоюзном экране ежегодно появлялось 10–15 красноярских фильмов.
В 1969 году запущен кинокомплекс. Произошло разделение предприятий связи: аппаратно-студийный комплекс был отдан в ведение комитета по телерадиовещанию, а УКВ-передающая станция осталась в управлении связи (до этого телевидение также принадлежало управлению связи).
В 1972 году на краевом телевидении появился первый бобинный стационарный видеомагнитофон «Кадр-3». Это значительно упростило технологический процесс кинопроизводства. Кроме того, многочасовые репетиции программ перед прямым эфиром стали необязательны.
2 октября 1972 года в 20:45 был дан старт регулярным показам телепередач программы «Орбита». Программа «Орбита» предназначалась для регионального вещания и составлялась из повторов лучших телепередач первого канала. Схема передачи сигнала была такова: «Останкино» — спутник «Молния-1» — наземная приемная станция (на берегу Енисея).
В 1972 году историческая статистика гласит, что в красноярских семьях и организациях работало около 250 тысяч телевизоров, из которых полторы тысячи были цветными.
В 1973 году заработала радиорелейная линия, по ней в Красноярск пришла 1-я программа Центрального телевидения. С этого момента красноярские телевизоры стали принимать две программы.
В 1974 году телецентр из Шауляя доставлена ПТС-4 на ЛиАЗе. Она была уже четырёхкамерная, транзисторная, но ещё чёрно-белая.
В 1974 году прямой эфир становится реальностью. Параллельно производилась запись других программ в малом павильоне. Телевидение по-прежнему остается чёрно-белым.
В 1976 году появилась первая цветная передвижная телевизионная станция — ПТС «Лотос». Началась эра цветного телевидения. 22 октября — первая цветная запись спектакля в Красноярском ТЮЗе. 7 ноября — прямая трансляция праздничной демонстрации с проспекта Мира в цвете.
В 1978 году В малом павильоне телецентра установлен цветной двухкамерный аппаратно-студийный комплекс, который ласково называли «Дашка». Его запуск положил начало эре регулярного цветного телевидения в Красноярске.
В 1982 году произошла замена оборудования в большом павильоне на цветное, установлена «Перспектива».
В 1984 году четвёртая по счёту ПТС «Магнолия-80» была цветной, четырёхкамерной. Оборудование отечественное, аналогичное оборудованию «Перспектива».
В 1989 году съёмка по-прежнему производится на киноплёнку, но уже двумя современными японскими кинокамерами. Появились первые две камеры и монтажный комплекс Betacam.
В 1990 году появилась первая VHS-видеокамера. В сентябре того же года на смену программы «День края» пришла программа «ИКС» («Информационный канал событий»).
В 1991 году В Красноярский телецентр прибыла лучшая за Уралом передвижная телевизионная станция «Магнолия-83».
20 марта 1992 года создана Красноярская государственная телерадиовещательная компания (КГТРК «Центр России»). До 1999 года она входила в состав Федеральной службы телерадиовещания России (ФСТР), как и другие региональные компании субъектов Российской Федерации.
В 1998 году произошла замена отечественного видеооборудования на ПТС на японское фирмы Sony.
9 февраля 1999 года КГТРК вошла в состав Всероссийской государственной телерадиокомпании (ВГТРК) в качестве дочернего унитарного предприятия.
В 2000 году произошёл переход на цифровое оборудование DVCAM.
В начале 2001 года некоторое время Красноярская ГТРК вещала под логотипом и эфирным названием «КТВ — 2 канал» («Краевое телевидение»). 28 мая того же года у программы «ИКС» сменилось графическое оформление, в котором впервые стала использоваться компьютерная графика.
В 2002 году приобретён малый операторский кран для съёмок Crane 100 ABC-light, разлёт стрелы которого — 8 метров. Это позволяет вести 16 метров беспрерывного плана. Фиксируется конкретный объект видеосъёмки, снимаются панорамные объекты. Кран помогает создавать эффектную динамичную «картинку» при съёмках спортивных состязаний, сценических шоу-программ, концертов под открытым небом и любых других массовых мероприятий. Произошли кардинальные изменения в телевизионном эфире. Приоритетным направлением вещания становятся новости. Информационные выпуски ГТРК «Красноярск» начали выходить под маркой программы «Вести» 13 раз в сутки. Первый выпуск программы «Вести-Красноярск» вышел в эфир 12 августа того же года в 09:50. Первой ведущей программы была Наталья Феофанова.
В 2003 году Красноярская ГТРК выходит во всемирную паутину. Появляется собственный интернет-сайт kgtrk.ru.
22 ноября 2006 года Красноярская ГТРК была преобразована в филиал ВГТРК — ГТРК «Красноярск». 
4 мая 2007 года ГТРК «Красноярск» вошла в информационное интернет-пространство ВГТРК, став участником проекта RFN — российские федеральные новости. Начал работу новый сайт krasnoyarsk.rfn.ru.
В 2009 году в рамках глобального переоснащения региональных филиалов ГТРК «Красноярск» в числе первых стала обладательницей цифрового оборудования. «Плёночная» технология ушла в прошлое. 31 августа того же программа «Вести-Красноярск» начала выходить в эфир из новой студии голубого цвета.
7 апреля 2014 года началось вещание на канале «Россия 24».
В июне 2016 года начал работу сайт www.vesti-krasnoyarsk.ru - сетевая версия телеэфира. А старый сайт krasnoyarsk.rfn.ru продолжал работать в режиме архива вплоть до августа 2022 года.
12 декабря 2016 года программа «Вести-Красноярск» начала выходить в эфир из новой студии общей площадью 120 кв. метров. Площадь студийной светодиодной панели 5х3 метра. За Уралом это самая большая телестудия.

## Техническое оснащение
Масштабное техническое перевооружение телерадиокомпании началось в ноябре 2008-го, когда программы ГТРК начали транслироваться через спутник.
В 2009 году ВГТРК приступила к глобальному техническому переоснащению региональных филиалов, и Красноярская ГТРК в числе первых стала обладательницей цифрового теле- и радиооборудования, которое включает в себя пятикамерный аппаратно-студийный комплекс, центральную аппаратную (коммутационно-распределительную), четыре аппаратных нелинейного монтажа, а также телекамеры и студийный свет.
В конце 2016 года программа «Вести. Красноярск» начала выходить в эфир из новой студии общей площадью 120 кв. метров, площадь студийной светодиодной панели составляет 5х3 метра.
В 2017 году завершилось строительство 154 антенн и передатчиков цифрового вещания по всему краю. Теперь теле- и радиосигнал в высоком качестве транслируется по всему региону. Благодаря такому охвату, программы смотрят почти три миллиона жителей Красноярского края.

## Программы

### «Вести-Красноярск»
Выходит в эфир по будням в 05:07, 05:35, 06:07, 06:35, 07:07, 07:35, 08:07, 08:35, 09:00 (кроме пятницы), 14:30, 21:05, суббота 08:00.

### «Вести-Красноярск. Интервью»
Цикл интервью с интересными личностями, записанные журналистами "Вестей". Выходит в эфир по будням в 9:30.

### «Вести-Красноярск. События недели» («Местное время. Воскресенье»)
Выходит в эфир в воскресенье в 08:00 на телеканале «Россия-1» и в 17:00 на телеканале «Россия-24»

### «Вести-Сибирь»
Новости Сибирского федерального округа. Выходит в эфир по пятницам в 09:00.

### «Непотерянный рай» («Местное время. Суббота»)
Цикл телевизионных фильмов и интервью о жизни красноярцев, герои которых — люди с уникальными судьбами, позитивным взглядом на жизнь, увлечённые любимым делом. Выходит в субботу в 08:40.

### Телеканал «Россия-24» (РИК)
Выпуски новостей выходят по будням в 9:00 и 21:30. Телевизионные интервью выходят в понедельник в 12:00 и 19:00, со вторника по субботу в 12:00.

### Коммерческие
Данная категория программ содержит рекламный характер и не указывается в программе передач.
- «Полезная передача» (ранее — «Вести с пользой», «Новости с пользой» и «В вашу пользу!») (выходит в эфир телеканалов «Россия-1» и «Россия-24»)
- «Вести-Эксперт» (выходит в эфир телеканала «Россия-24»)

### Архивные
- «Красноярские новости»
- «Панорама»
- «День края» (1982—сентябрь 1990)
- «ИКС» («Информационный Канал Событий») (сентябрь 1990—9 августа 2002)
- «24 часа» (ночные выпуски новостей) (осень 1993—начало 1994) (производство АО «КИТ-ИКС»)[9]
- «Вести недели. Красноярск» (2003—май 2004)[10][11]
- «Вести-Красноярск. Итоги недели» (октябрь 2002—2003)
- «Вести-Спорт. Красноярск» (до 2003 года — «ИКС-Спорт») (1995—2009?)[12]
- «Студия-2» (6 мая 1988—2008)[13][14]
- «Открытая студия» (26 октября 1998—2006?)[15]
- «Право знать» (2003—2004)
- «Волшебный луч» (позже — «Смотри сказку!») (конец 1970-х—начало 1980-х)[16][17][18]
- «Пульс»
- «Весёлые нотки»
- «Тропинка школьная моя»
- «Волшебный микрофон»[19]
- «Сибирская левша» (начало 2000-х)
- «Танк» (конец 1990-х—начало 2000-х)
- «Больше хороших товаров!» (начало 2002—200?)
- «Интернет-телеверсия» (14 ноября 2000—200?)
- «Русские вечера» (1990-е)
- «Мишень» (конец 1990-х)
- «Де-юре» (1990-е)
- «ИКС-Экспресс»
- «ИКС-Обзор»
- «Рассказываем о балете»
- «Зоомагазин»
- «Растём вместе» (2008)
- «Перекрёсток власти»
- «Молодость Енисея»
- «Современник»
- «ППС» (2000?—2002)
- «+10»
- «У камина»
- «Вести с крыш» (август 2004—конец 2000-х)[20]
- «Будьте здоровы!»
- «Просто женщина»[21]
- «Медсовет» (начало 2010-х)
- «Главная дорога» (июнь—ноябрь 1997) (производство медиагруппы «Автостандарт» и РПК «Город»)[22]
- «Сельские грани» (1995—2005)[23]
- «Политический сезон»
- «Политический сезон. Дебаты»
- «Автовыбор»
- «Песни над Енисеем»
- «Край света»
- «Бэтмен» (5 февраля 2002—200?)
- «Телевернисаж» (начало марта 2002—200?)
- «Территория» (1997—1998)
- «Телегид» (1990-е)
- «Без дураков» (начало 1990-х)
- «Теленеделя»
- «Магазин на диване»
- «Мяу-шоу» (начало 1990-х)
- «Сибирская энциклопедия»
- «Территория закона»
- «Депутатская приемная на телевидении»
- Цикл программ «Действующие лица» (1994)
- Цикл программ «Дизайн и современность» (1994)
- Цикл программ «Мои любимые книжки»
- Цикл программ «Перспектива»
- Цикл программ «Мой город»
- Цикл программ «Здоровье»
- Прогноз погоды «Завтра», «Сегодня» (1990-е—начало 2000-х)
- «Губернаторский час» (199?—2000)
- «Час Быка» (позже — «Встречи с Ариной Шараповой») (2000—2001)
- «Выбирай!»
- «Жить по-русски»
- «Музыкальная открытка»
- «Вестник Энергосбыта» (2002)
- «Золотой фонд ГТРК «Красноярск»» (2012)
- «Товары для всех» (1980-е)
- «Каждый вечер премьера»
- «У нас в гостях»
- «К вам с любовью» (с конца 1990-х годов — «Не горюй!») (1990-е—начало 2000-х)
- «ИКС-13» (1990-е)
- «Пари-шоу» (конец 1990-х)
- «День за днём»
- «Когда город спит»
- «Диалог» (конец 1980-х)
- «Вояж» (1990-е)
- «Отцы и дети» (1990-е)
- «Сказки деда Краснояра»
- «Думай!»
- «Народ хочет сказать» (1998)
- «Современник»
- «Первый парень в селе»
- «Будь готов!»
- «Дорогие мои земляки»
- «ТСТ» («Телевизионное спортивное табло»)
- «Законодательная власть»
- «Зал забытых кинолент»
- «Металл-топ-ТВ» (1994)
- Конкурс парикмахеров «Золотая прядь» (2001—2002)
- Конкурсы красоты «Мисс Красноярск», «Маленькая красавица» (2001)

## Руководство
Председатели
- Всеволод Курач (1961—1963)
- Борис Пальчиков (1963—1973)
- Георгий Филистович (1973—1977)
- Владимир Денисов (1977—1988)
- Василий Иванов (1988—1997)
- Константин Протопопов (1997—1999)
- Геннадий Николаев (1999—2000) — исполняющий обязанности
- Пётр Константинов (2000—2004)

Генеральные директора
- Василий Иванов (1992—1994)
- Валерий Коротченко (1994—1995)

Директора
- Нина Ковязина (1957—1961)
- Иван Ищук (?)
- Григорий Мелехин (?)
- Пётр Константинов (2004—2008)
- Василий Нелюбин (2008—2017)
- Дмитрий Лепухов (2017—н.в.)

Главный редактор
- Сергей Курохтин (2001—200?)

Технический директор
- Лилия Гордиенко (до 2011 года)

Первый заместитель председателя
- Игорь Тимофеев (2001—2003)

Заместители директора
- Дмитрий Лепухов (до 2017 года)
- Вадим Куликов (2017—н.в.)

Заместитель директора по телерадиовещанию
- Елена Антонова (2008—н.в.)

Главный режиссёр отдела специального назначения
- Олег Лупинин (2001—2005)

Начальник отдела производства
- Вадим Кофман (начало 2000-х)

Главные режиссёры
- Маргарита Рыбалко (1960—1990)
- Юрий Мячин (1990—1993)

Продюсер рекламного отдела
- Владислав Власов (конец 1990-х)

Главные инженеры
- Валентина Антонова (1957—1989)[24]
- Владимир Михайлов (20??—н.в.)

## Награды и заслуги
В 1996 году ГТРК «Красноярск» награждена:
- 3-й премией IV фестиваля телевизионных фильмов "Белые пятна истории Сибири" (Тюмень, 1996 г.) присуждена фильму "Улица без названия"

В 2000 году:
- Дипломом Краевой федерации автоориентирования – за вклад в становление, помощь в организации и проведении гонок на внедорожниках по автоориентированию на местности "Открытый кубок Сибири-2000".
- Дипломом 2-го всероссийского конкурса информационных программ региональных телекомпаний "Новости. Время местное".

В 2001 году:
- Дипломом I степени 5-го регионального фестиваля телекомпаний Сибири "Енисей-2001" в номинации "Лучшая информационная программа".
- Дипломом III степени 1-го сибирского телевизионного фестиваля-конкурса информационных программ "Сибирь-Новости 2001" в номинации "Информационная программа".

В 2003 году:
- Дипломом II международного телефестиваля научно-образовательных и просветительских фильмов и программ "Разум XXI век" (г.Томск)
- За надёжное и творческое партнёрство в освещении II межрегионального форума "Предпринимательство Сибири. Договор-2003"

В 2004 году:
- За большой вклад в освещение социально-экономической жизни Красноярского края, развитие информационного пространства края

В 2005 году:
- Дипломом за участие в IV международном фестивале экранного творчества детей "Московские каникулы" программа "Вести с крыш"
- Дипломом IV Всероссийского фестиваля телевизионных фильмов и программ "Моя провинция", занявшая 3 место в номинации "Подвиг во имя Родины" за фильм "Война Виктора Астафьева";
- За весомый вклад в дело возрождения лучших традиций российского меценатства и благотворительности, пропаганду идей добра, сострадания и помощи ближнему, также присвоено почётное звание "Национальное достояние" с вручением золотой медали и внесением названия компании в Книгу "Национальное достояние"

В 2006 году:
- Дипломом Центра Национальной Славы России, Фонда Святого Всехвального Апостола Андрея Первозванного – за проведение благотворительной акции сбора вещей для многодетного православного прихода в рамках программы "Святость материнства" во время международной акции принесения Благодатного Огня на Сибирскую землю.
- Дипломом за профессиональный промоушн красноярского этапа автозвукового чемпионата IASCA-Россия.
- Второй премией всероссийского фестиваля телепрограмм "Мир. Согласие. Единство" (г.Нальчик) присуждена фильму "Сибирские эстонцы" журналиста ГТРК "Красноярск" Сергея Герасимова.

В 2007 году:
- Журналист ГТРК "Красноярск" Сергей Герасимов с циклом телепередач "Уроки истории" стал победителем краевого творческого конкурса в номинации "Лучшая серия сюжетов", посвящённых 70-летию "Большого Террора".

в 2009 году:
- Победителем краевого конкурса журналистских работ в номинации "Лучшая авторская программа" стала корреспондент ГТРК "Красноярск" Евгения Безбородова за передачу "У меня есть семья".
- Победителем краевого конкурса журналистских работ в номинации "Лучший радиорепортёр" с серией материалов из цикла "Специально для вас" стала корреспондент "Радио России-Красноярск" Наталья Булгак.
- За лучшее освещение в электронных и печатных СМИ темы патриотического воспитания Дипломом VIII всероссийского конкурса "Патриот России" в номинации "За разработку темы о наших современниках - "Юрий Гагарин" автор программы "Люди края" Любовь Кочнева ("Радио России-Красноярск").
- Дипломом межрегионального конкурса журналистского мастерства "Сибирь - территория надежд" награждена журналист ГТРК "Красноярск" Любовь Кочнева, занявшая I место в номинации "Автор электронных СМИ. Радио. Авторская программа".

В 2010 году:
- По итогам краевого творческого конкурса программа "Вести-Красноярск" признана победителем в номинации "Лучшие телевизионные новости".
- Победителем краевого конкурса журналистских работ в номинации "Лучший телевизионный документальный фильм" стал журналист ГТРК "Красноярск" Андрей Гришаков с фильмом "Прощай, Ангара!".
- Победителем краевого конкурса журналистских работ в номинации "Лучший телерепортёр" стала корреспондент программы "Вести-Красноярск" Юлия Маркова (за репортаж "Ачинск. Суд по футбольным воротам").
- Дипломом 3-й степени всероссийского фестиваля по тематике безопасности и спасения людей "Созвездие Мужества" в номинации "Лучший документальный фильм" авторский коллектив фильма "Саяно-Шушенская ГЭС. Разлом".
- Специальным призом VII международного телекинофестиваля за документальную мелодраму "Саратовские страдания" журналиста ГТРК "Красноярск" Андрей Гришаков с фильмом "Панины. Радости жизни".
- Гран-при XIX межрегионального теле-фестиваля информационных программ "Бабье лето в Увате" (г.Тюмень) получил оператор ГТРК "Красноярск" Сергей Бондарев за репортаж "Прощание с деревнями в зоне затопления".
- На всероссийском конкурсе средств массовой информации на лучшее освещение темы межэтнического взаимодействия народов России и их этнокультурного развития "СМИротворец" (г.Москва) II место в номинации "Радио".
- Победителем межрегионального конкурса средств массовой информации "Енисей.РФ-2010" в номинации "Герой нашего времени" стал журналист ГТРК "Красноярск" Дмитрий Бызов.
- I место в номинации "Автор электронных СМИ. Телевидение. Авторская программа" на межрегиональном конкурсе журналистского мастерства "Сибирь - территория надежд" заняла журналист Елена Алишевец с телефильмом "Одно дыхание на двоих".
- Дипломом межрегионального конкурса журналистского мастерства "Сибирь - территория надежд" награждён шеф-редактор "Радио России-Красноярск" Рим Муллаянов, занявший III место в специальной номинации "В братской семье народов".
- Победителем межрегионального конкурса средств массовой информации "Енисей.РФ-2010" в номинации "Герой нашего времени" стала журналист "Радио России-Красноярск" Юлия Гацко.
- Журналист ГТРК "Красноярск" Андрей Гришаков с фильмом "Медведи Волкова" стал победителем XIV международного телевизионного экологи-ческого фестиваля "Спасти и сохранить" (г.Ханты-Мансийск) в номинации "Режиссёрская работа".
- Лауреатом XIV международного телевизионного экологического фестиваля "Спасти и сохранить" (г.Ханты-Мансийск) в номинации "Альтернативный взгляд" стал журналист ГТРК "Красноярск" Андрей Гришаков с фильмом "Панины. Радости жизни".

В 2011 году:
- Журналист "Радио России-Красноярск" Наталья Булгак заняла второе место в конкурсе авторских работ, освещающих вопросы развития агро-промышленного комплекса и жизнь села Красноярского края.
- Лауреатом межрегионального конкурса журналистского мастерства "Слава России" в номинации "Слава России - день Бородина" стала Наталья Булгак с передачей "Точка на карте" ("Радио России-Красноярск").
- Победителем журналистского конкурса "Лучшее освещение биеннале" в номинации "Лучший радиоэфир" стала программа Татьяны Марченко "Человек. Культура. Общество" ("Радио России-Красноярск").
- II место в конкурсе "Общественное признание" на лучшее освещение деятельности институтов гражданского общества в номинации "Лучшая радиопрограмма (радиоматериал) занял цикл программ "Как служишь, солдат?"
- Дипломом межрегионального конкурса журналистского мастерства "Сибирь - территория надежд" награждена Татьяна Марченко, занявшая III место в номинации "Авторы радио. Авторская программа" (программа "Быть в курсе").
- Победителем краевого конкурса журналистских работ в номинации "Акция года" признан социально-значимый проект "Радио России-Красноярск" "Как служишь, солдат?", автор - Татьяна Марченко.
- Отмечен дипломом цикл радиопрограмм "Как служишь, солдат?" межрегионального фестиваля военно-патриотических телевизионных и радиопрограмм "Щит России" (г.Пермь).
- Фильм журналиста ГТРК "Красноярск" Андрея Гришакова "Однокашники. 20 лет спустя" стал победителем VIII всероссийского кинофестиваля короткометражных фильмов "Семья России" в номинации "Малая родина".
- Журналист "Радио России-Красноярск" Наталья Булгак на всероссийском творческом конкурсе "Родная речь-2011" заняла I место в номинации "Ведущий авторской программы" (секция "Радио").
- Победителем всероссийского смотра-конкурса на лучшую журналистскую работу о деятельности уголовно-исполнительной системы "На страже порядка" за 2010 год в номинации "На этапе реформ" стал корреспондент службы информации ГТРК "Красноярск" Дмитрий Бызов.

В 2012 году:
- Награду XI всероссийского фестиваля телевизионных программ «Белые пятна истории Сибири» (Тюмень, 2012) в номинации «Люблю тебя, мой край родной» получил фильм «Ергаки» из цикла «Семь чудес Красноярского края».
- Победителем медиаконкурса «Енисей.РФ-2012» в номинации «Созидатели» стал документальный фильм Дмитрия Бызова «Два служения хирурга».
- Диплом победителя XV Межрегионального фестиваля телевизионных и радиопередач военно-патриотической тематики «Щит России» в номинации «За освещение темы, посвящённой жизни, учёбе и боевой службе современной армии» получил Дмитрий Бызов за фильм «Небесная стража».
- Лауреатом творческого конкурса «Современник на экране» в рамках фестиваля социально значимых телепрограмм и телефильмов «Герой нашего времени» (г.Астрахань) стал фильм Андрея Гришакова «Михаил Верхотуров. Неограниченные возможности», занявший II место в номинации «История успеха» (специальный приз Федерального агентства по печати и массовым коммуникациям).

В 2013 году:
- Поощрительным дипломом конкурса ФСБ России на лучшие произведения литературы и искусства о деятельности органов федеральной службы безопасности награждён журналист ГТРК «Красноярск» Дмитрий Бызов.
- Лауреатом конкурса на лучшее освещение в СМИ темы развития возобновляемых источников энергии в России «Энергия воды-2013» стал журналист Дмитрий Бызов, занявший I место в номинации «Лучший репортаж».
- Гран-при Х Тарусского фестиваля телевизионных фильмов и программ «Берега» присуждён фильму ГТРК «Красноярск» «Ода ремеслу» (автор Н.Ковальчук).
- Диплом II степени VII международного фестиваля телевизионных фильмов и программ «Вечный огонь» (г. Волгоград, 2013 г.) в номинации «Лучший телевизионный фильм» присуждён фильму ГТРК «Красноярск» «Небесная стража».
- Второе место в III всероссийском конкурсе региональных СМИ «Панацея» в номинации «Нет социальным болезням» заняла журналист Наталья Булгак с материалом «Привычка или зависимость» (программа «На здоровье!», Радио России. Красноярск).

В 2014 году:
- Победителем конкурса журналистских работ «Енисей.РФ-2014» в номинации «Созидатели» стал документальный фильм журналиста ГТРК «Красноярск» Дмитрия Бызова «Деревня в наследство».
- Победителем VI всероссийского фестиваля «Созвездие мужества» в номинации «Лучшая информационная программа на радио» стала корреспондент «Радио России. Красноярск» Любовь Кочнева.
- Дипломом всероссийского конкурса «Энергия воды-2014» награждён журналист ГТРК «Красноярск» Дмитрий Бызов — за высокий профессионализм и проверенное временем плодотворное сотрудничество.
- Победителем всероссийского фестиваля телевизионных программ «Восхождение» в номинации «Операторская работа» стал оператор ГТРК «Красноярск» Денис Жемчугов (фильм «Кутурчины. Затерянные в тайге»).

В 2015 году:
- Победителем 10-го межрегионального конкурса журналистского мастерства «Сибирь.ПРО» в номинации «ПРО авиацию» стал журналист ГТРК «Красноярск» Дмитрий Бызов — автор фильма «Ездовые псы».
- Победителем 10-го межрегионального конкурса журналистского мастерства «Сибирь.ПРО» в номинации «Сибирь: пути развития отечественной экономики» стала ГТРК «Красноярск» с циклом сюжетов «На все 100» (к 80-летию Красноярского края).

В 2016 году:
- Первое место на III всероссийском фестивале телефильмов, теле- и радиопрограмм «Человек и вера» (г.Вологда) заняла программа журналиста «Радио России. Красноярск» Дмитрия Васяновича «Летопись Красноярского края».
- Первое место в конкурсе «Защита леса глазами журналистов и СМИ» в номинации «Лучшая радиопередача» занял журналист «Радио России. Красноярск» Алексей Калитюк с программой «Диалоги» на тему «Болезни леса: катастрофическая ситуация».
- Третье место в конкурсе на лучшее произведение о деятельности Главного следственного управления Следственного комитета РФ по Красноярскому краю заняла журналист «Радио России. Красноярск» Любовь Кочнева.
- Первое место в конкурсе на лучшее освещение деятельности Госавтоинспекции, посвящённом 80-летию службы ОРУД-ГАИ-ГИБДД, в номинации «Лучшая радиопередача» заняла журналист «Радио России. Красноярск» Любовь Кочнева.
- Победителем XIX межрегионального фестиваля военно-патриотических телевизионных и радиопрограмм «Щит России» (Пермь, 2016) в номинации «Пламенный мотор» стал фильм журналиста ГТРК «Красноярск» Дмитрия Бызова «Жил-был танк».

В 2017 году:
- Победителем всероссийского медиафорума «Чёрное золото России-2017» (г. Кемерово) в номинации «Лучший ТВ-материал на тему «День шахтёра» стал журналист ГТРК «Красноярск» Дмитрий Бызов.
- 3-е место в номинации «Лучший телевизионный материал» X краевого медиаконкурса «Ваша честь!» заняла корреспондент программы «Вести. Красноярск» Александра Славецкая.
- 2-е место в номинации «Лучший телевизионный материал» X краевого медиаконкурса «Ваша честь!» занял корреспондент программы «Вести. Красноярск» Владимир Богомолов.

В 2018 году:
- Дипломом участника конкурсной программы II международного Арктического кинофестиваля «Золотой ворон» награждён фильм «Кеты» режиссёра Дениса Жемчугова.
- Заместителю директора ГТРК «Красноярск» Елене Антоновой присвоено звание Заслуженного работника культуры Российской Федерации
- Дипломом всероссийского конкурса «Энергия воды» за второе место в номинации «Лучшая телепрограмма» награждён журналист ГТРК «Красноярск» Вадим Куликов.

В 2019 году:
- 2-е место в номинации «Лучший материал о деятельности энергосбытовых компаний» конкурса РусГидро «Энергия воды» занял журналист «Радио России. Красноярск» Алексей Калитюк.
- Победителем конкурса среди СМИ на лучшее информационное освещение деятельности управления Россельхознадзора по Красноярскому краю в номинации «Лучший радиосюжет» стал журналист «Радио России. Красноярск» Алексей Калитюк.
- На всероссийском медиафоруме «Чёрное золото России-2019» (г. Междуреченск) победителем в номинации «Лучший телевизионный материал о решении экологических проблем в угольной отрасли» стал журналист ГТРК «Красноярск» Дмитрий Бызов.
- На всероссийском медиафоруме «Чёрное золото России-2019» (г. Междуреченск) победителем в номинации «Лучший телевизионный материал о решении экологических проблем в угольной отрасли» стал журналист ГТРК «Красноярск» Дмитрий Бызов.
- За высокий профессионализм и большой вклад в организацию и проведение мероприятий по переходу Красноярского края на цифровое эфирное телевещание указом губернатора Красноярского края награждён журналист «Радио России. Красноярск» Алексей Калитюк.
- Дипломом краевого фестиваля «Театральная весна» награждён коллектив ГТРК «Красноярск» — за информационную поддержку развития театрального искусства в Красноярском крае

В 2020 году:
- I место в номинации «Лучшее освещение деятельности УИС на региональном телевидении» XIV всероссийского смотра-конкурса на лучшую журналистскую работу о деятельности уголовно-исполнительной системы «На страже порядка» занял творческий коллектив ГТРК «Красноярск».
- Лауреатом XIV всероссийского смотра-конкурса на лучшую журналистскую работу о деятельности уголовно-исполнительной системы «На страже порядка» стал автор и ведущий программ «Радио России. Красноярск» Алексей Калитюк.
- Победителем краевого конкурса журналистских работ патриотической тематики «С чего начинается Родина?» в специальной номинации «За высокий профессионализм в освещении патриотической темы русского мира» стала журналист «Радио России. Красноярск» Татьяна Марченко.
- Победителем III всероссийского фестиваля телевизионных программ, видеофильмов и роликов «Золотое кольцо России» (Ярославль, 2020) стал фильм Дмитрия Бызова «Тайна Тунгусского чуда» — 2 место в номинации «Находка».
- За вклад в историю развития региона юбилейным почётным знаком «85 лет Красноярскому краю» награждены заместитель директора ГТРК «Красноярск» Елена Антонова, журналисты Сергей Герасимов, Елена Алишевец, Дмитрий Бызов.
- Победителем краевого конкурса журналистских работ «С чего начинается Родина?» в номинации «Лучший радиоматериал на патриотическую тематику» стала журналист «Радио России. Красноярск» Любовь Кочнева.

В 2021 году:
- Лауреатом XXIV фестиваля военно-патриотических телевизионных и радиопрограмм «Щит России» (Пермь, 2021) в номинации «За освещение темы, посвящённой увековечиванию памяти защитников Отечества, ветеранов Великой Отечественной войны, правоохранительных органов» стал документальный фильм ГТРК «Красноярск» «Последний солдат» (автор и режиссёр Д.Бызов).

В 2022 году:
- За плодотворное сотрудничество и оказание содействия в реализации полномочий избирательным комиссиям Красноярского края в период подготовки и проведения выборов награждается Лепухов Дмитрий Михайлович.
- За оказание содействия войскам национальной гвардии Российской Федерации при выполнении ими возложенных на них задач и неоценимый вклад в информационное обеспечение служебно-боевой деятельности войск Сибирского округа Росгвардии, награждается Лепухов Дмитрий Михайлович, директор государственной телерадиокомпании «Красноярск».
- Грамотой генерального прокурора России, за существенную помощь в укреплении законности и взаимодействие с органами прокуратуры Российской Федерации, награждён режиссёр службы информационных программ телевидения филиала ВГТРК «Государственная телевизионная и радиовещательная компания «Красноярск» Жарких Евгений Борисович.

## Структура ГТРК «Красноярск»
- Телеканал «Россия-1» и ГТРК «Красноярск»
- Телеканал «Россия-24» и ГТРК «Красноярск»
- Радиоканал «Радио Вести-FM. Красноярск», 94,0 FM[27] (присутствует только местная реклама)
- Радиоканал «Радио России-Красноярск», 94,5 FM[28]
- Радиоканал «Радио Маяк-Красноярск», 106,6 FM[29]

Также, сюжеты ГТРК «Красноярск» выходят в эфире программы «Вести-Сибирь» на ГТРК «Новосибирск», телеканалов «Сибирь 24» и «Сибирь 24-Таймыр».